# Флаг Таиланда
Флаг Таиланда (тайск. ธงไตรรงค์) — один из государственных символов Королевства Таиланд, наряду с гербом и гимном. Флаг представляет собой пять горизонтальных полос следующих цветов (сверху вниз): красный, белый, синий, белый и красный. Средняя синяя полоса в два раза шире, чем остальные. Три цвета: красный-белый-синий символизируют народ-религия-король, неофициальный девиз Таиланда. Флаг был учреждён 28 сентября 1917 г. Тайское название флага — ธงไตรรงค์ (Тонг Трайронг), что означает просто трёхцветный флаг (триколор). 
Первый флаг Сиама скорее всего был просто красным полотнищем, впервые появился при короле Сиама Нараи (1656—1688). Согласно ряду источников, на красном флаге позднее изображались различные символы: белая чакра (буддистское колесо), белый слон внутри чакры или солнце на белом диске.
Официально первый флаг был учреждён в 1855 г. королём Монгкутом (Рама IV), на нём был изображён белый слон (королевский символ) на красном фоне, так как одноцветный флаг не был приемлем для использования в дипломатических целях.
В 1916 г. дизайн флага стал таким же, как и современный, но средняя полоса была красной (такого же цвета, как и две другие). Легенда говорит, что король Вачиравуд (Рама VI) увидел флаг, висящий вверх тормашками, и для того, чтобы такое не могло повториться, создал флаг, который был симметричен. В 1917 г. средний цвет был изменён на синий, цвет пятницы — дня недели, когда родился король Вачиравуд. По другим источникам, синий цвет появился в знак солидарности с Антантой, флаги стран которой имели белый, красный и синий цвета, но эта версия больше всего нравилась государствам Антанты.
Символы цветов тайского флага: синий — королевский цвет Рамы VI, учредившего этот флаг; красный цвет — цвет нации; белый цвет — цвет религии (всех религий в Таиланде, символ чистоты).
Наряду с государственным флагом в Таиланде всегда используется королевский флаг. Нынешний королевский флаг содержит королевский символ на жёлтом фоне (жёлтый цвет — нынешний королевский цвет, цвет понедельника, дня рождения Рамы IX).
Интересно, что флаг Таиланда похож на флаг Коста-Рики, различие в том, что синий и красный цвета инвертированы. Однако значения цветов на флаге Коста-Рики иные.

## Военно-морской флаг
Военно-морской флаг Таиланда был введён в 1917 г.

## Морской флаг
Морской флаг Таиланда был введён в 1917 г.

## Исторические флаги

Флаг 1855—1916 гг.

Флаг 1916—1917 гг.

Флаг Сиамского экспедиционного корпуса

Обратная сторона флага Сиамского экспедиционного корпуса